# Giornata mondiale della salute mentale

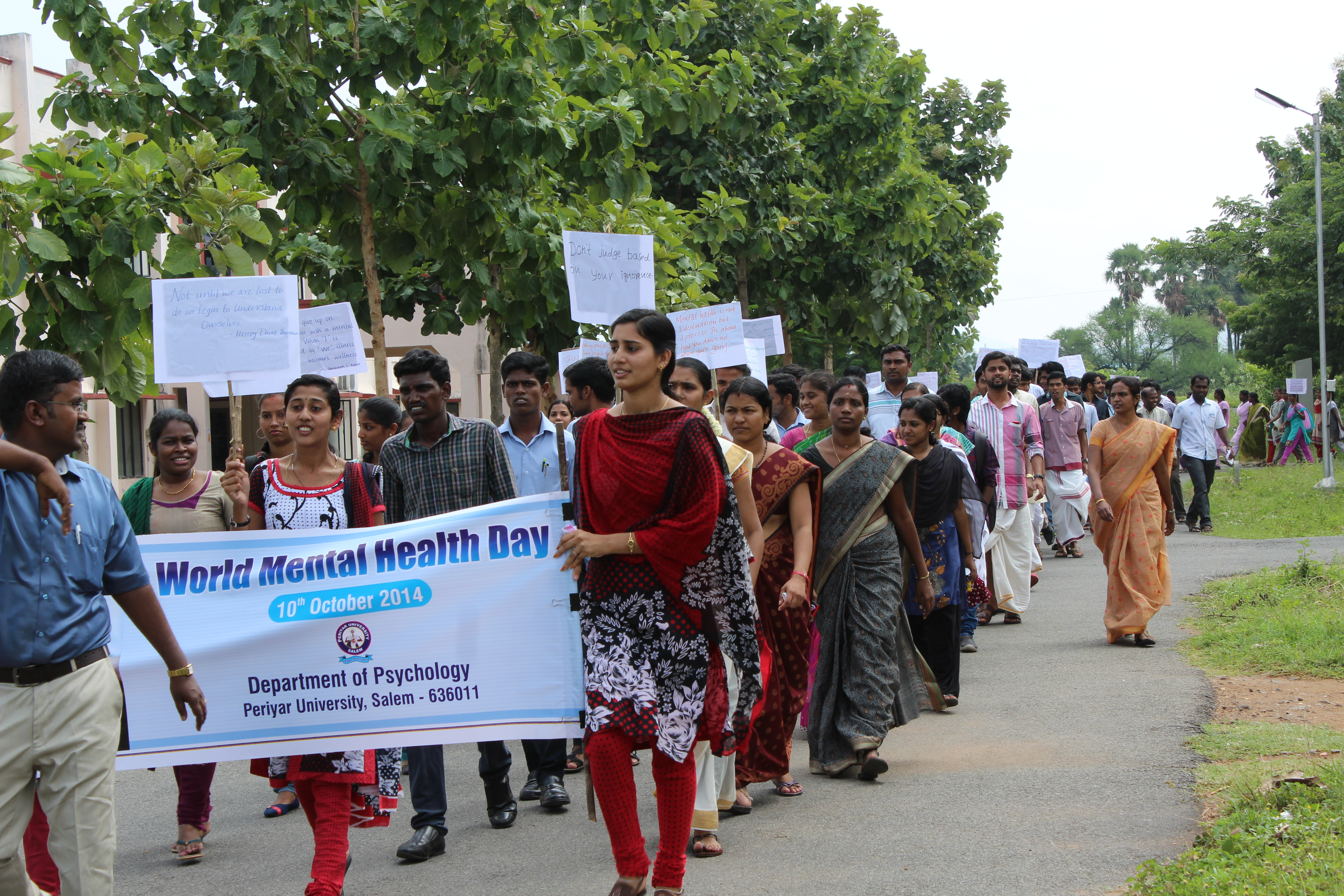
Una manifestazione in occasione della giornata mondiale della salute mentale 2014 a Salem

La giornata mondiale della salute mentale, (in inglese World Mental Health Day, o WMHD) si tiene il 10 ottobre di ogni anno ed è riconosciuta a livello internazionale dal 1992 come evento per sensibilizzare le persone in merito alla salute mentale. La giornata mondiale della salute mentale è promossa dall'Organizzazione mondiale della sanità tramite campagne e attività che incentivano la conoscenza delle tematiche connesse alla salute mentale.

## Storia

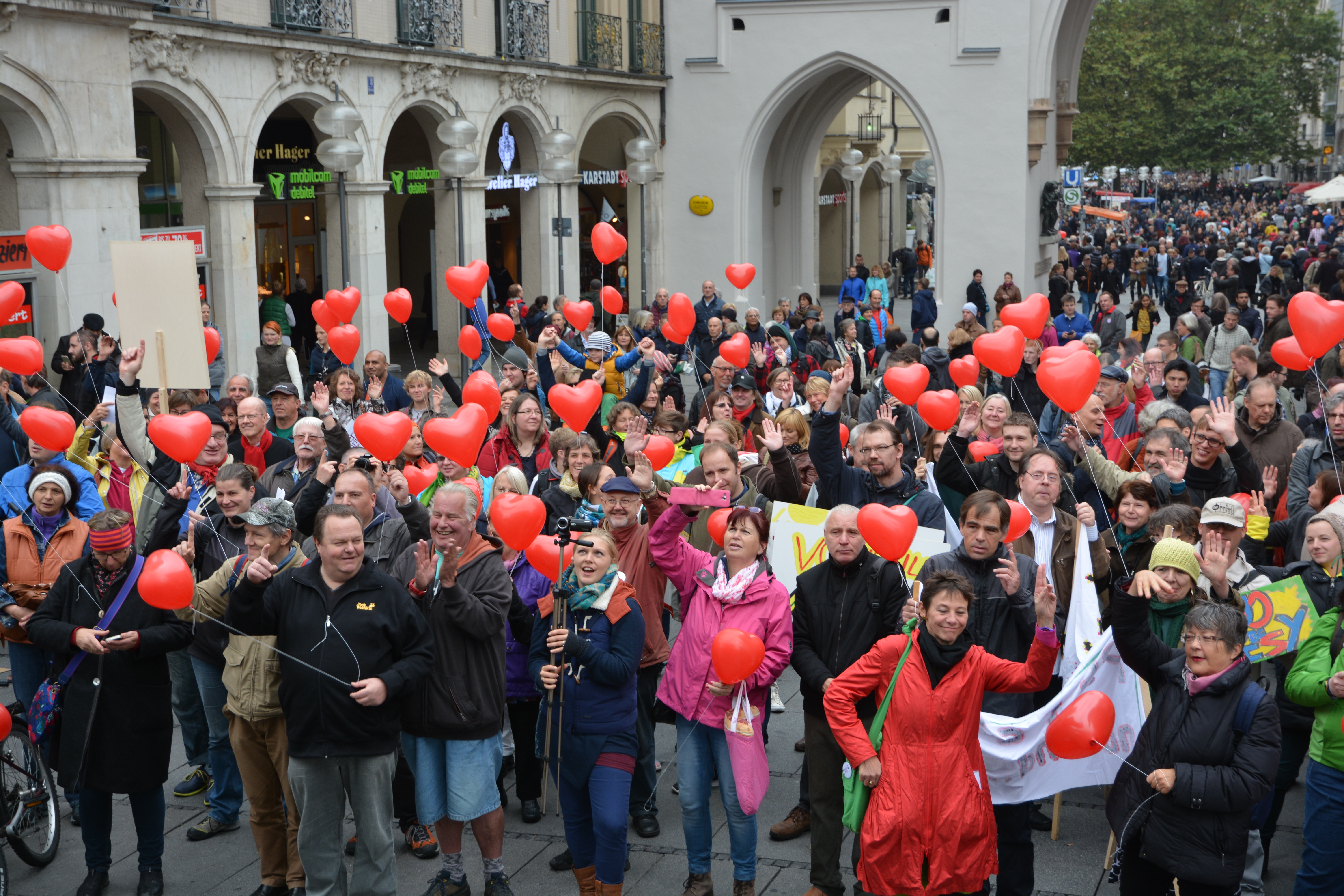
Manifestanti nel 2015 a Monaco di Baviera

La prima giornata si svolse il 10 ottobre 1992 per iniziativa di Richard Hunter, vice segretario generale della Federazione mondiale per la salute mentale.
Nel 1994 è stato introdotto un tema di riferimento, che cambia ogni anno.

## In Italia
In Italia, la giornata si svolge tramite la campagna "Insieme per la salute mentale", promossa da Lundbeck, multinazionale danese produttrice di farmaci psicotropi, multata dalla Commissione Europea per le proprie condotte. Il coinvolgimento della multinazionale ha sollevato alcune perplessità nella società civile.

## Edizioni e temi
| Anno | Tema |  |
| ---- | --- |  |
| 1992 | N.D. |  |
| 1993 | N.D. |  |
| 1994 | Improving the Quality of Mental Health Services throughout the World ("Migliorare la qualità dei servizi della salute mentale in tutto il mondo")                                                                     |  |
| 1995 | N.D. |  |
| 1996 | Women and Mental Health ("Donne e salute mentale") |  |
| 1997 | Children and Mental Health ("Bambini e salute mentale") |  |
| 1998 | Mental Health and Human Rights ("Salute mentale e diritti umani") |  |
| 1999 | Mental Health and Aging ("Salute mentale e invecchiamento") |  |
| 2000 | Mental Health and Work ("Salute mentale e lavoro") |  |
| 2001 | Mental Health and Work ("Salute mentale e lavoro") |  |
| 2002 | The Effects of Trauma and Violence on Children & Adolescents ("Gli effetti di traumi e violenze su bambini e adolescenti")                                                                                            |  |
| 2003 | Emotional and Behavioural Disorders of Children & Adolescents ("Disordini emotivi e comportamentali di bambini e adolescenti")                                                                                        |  |
| 2004 | The Relationship Between Physical & Mental Health: co-occurring disorders ("La relazione tra salute fisica e mentale: disordini concorrenti")                                                                         |  |
| 2005 | Mental and Physical Health Across the Life Span ("Salute mentale e fisica nel corso della vita") |  |
| 2006 | Building Awareness – Reducing Risk: Mental Illness & Suicide ("Costruire la consapevolezza – ridurre il rischio: malattia mentale e suicidio")                                                                        |  |
| 2007 | Mental Health in A Changing World: The Impact of Culture and Diversity ("Salute mentale in un mondo che cambia: l'impatto della cultura e della diversità")                                                           |  |
| 2008 | Making Mental Health a Global Priority: Scaling up Services through Citizen Advocacy and Action ("Far diventare la salute mentale una priorità globale: aumentare i servizi con l'appoggio e l'azione dei cittadini") |  |
| 2009 | Mental Health in Primary Care: Enhancing Treatment and Promoting Mental Health ("Salute mentale nelle cure primarie: migliorare la terapia e promuovere la salute mentale")                                           |  |
| 2010 | Mental Health and Chronic Physical Illnesses ("Salute mentale e malattie fisiche croniche") |  |
| 2011 | The Great Push: Investing in Mental Health ("La grande spinta: investire nella salute mentale") |  |
| 2012 | Depression: A Global Crisis ("Depressione: una crisi globale") |  |
| 2013 | Mental health and older adults ("Salute mentale e adulti in età avanzata") |  |
| 2014 | Living with Schizophrenia ("Vivere con la schizofrenia") |  |
| 2015 | Dignity in Mental Health ("Dignità nella salute mentale") |  |
| 2016 | Psychological First Aid ("Pronto soccorso psicologico") |  |
| 2017 | Mental health in the workplace ("Salute mentale sul posto di lavoro") |  |
| 2018 | Young people and mental health in a changing world ("I giovani e la salute mentale in un mondo che cambia") |  |
| 2019 | Mental Health Promotion and Suicide Prevention ("Promozione della salute mentale e prevenzione del suicidio") |  |
| 2020 | Move for mental health: Increased investment in mental health ("Azioni per la salute mentale: maggiori investimenti per la salute mentale")                                                                           |  |
| 2021 | Mental Health in an Unequal World ("La salute mentale in un mondo disuguale") |  |
| 2022 | Make Mental Health & Well-Being for All a Global Priority ("Far diventare la salute mentale e il benessere per tutti una priorità globale")                                                                           |  |
| 2023 | Mental Health is a universal human right ("La salute mentale è un diritto umano universale") |  |
| 2024 | It is time to Prioritize Mental Health in the Workplace ("Dobbiamo dare la priorità a la salute mentale nel lavoro.")                                                                                                 |  |